# Mimosa verrucosa
Mimosa verrucosa es una especie de arbusto en la familia de las fabáceas. Se encuentra en América.

## Distribución
Es originaria de Brasil donde se encuentra en la Caatinga y el Cerrado, distribuidas por Tocantins, Piauí, Ceará, Pernambuco y Bahía.

## Taxonomía
Mimosa verrucosa fue descrita por George Bentham  y publicado en Journal of Botany, being a second series of the Botanical Miscellany 4(31): 390. 1841.